# Basavapatna, Gubbi
Basavapatna là một làng thuộc tehsil Gubbi, huyện Tumkur, bang Karnataka, Ấn Độ.